# フィン・コン・ウト

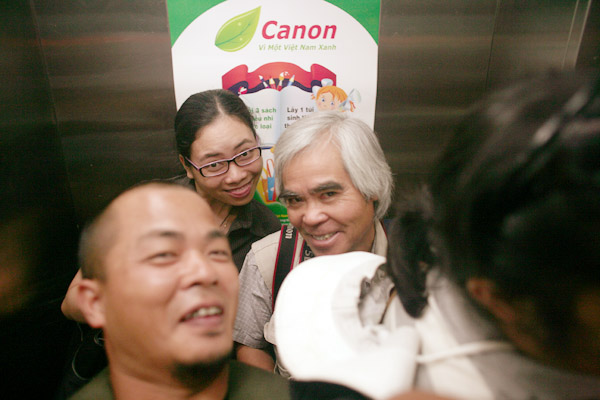
フィン・コン・ウト（白髪の人物）

フィン・コン・ウト（ベトナム語: Huynh Cong Út / 黃公崴、1951年3月29日 - ）またはニック・ウット（Nick Ut）は、ベトナム出身、米国・ロサンゼルス在住でAP通信の報道写真家。1973年、『ナパーム弾の少女』の撮影者としてピューリッツァー賞を受賞している。
2023年、世界まる見え！テレビ特捜部に『ナパーム弾の少女』関連のVTRで出演。戦争の生々しさを語った。

## 経歴
ウトはベトナム・ロンアン省（隆安省）に生まれる。ベトナム戦争当時、AP通信サイゴン（現・ホーチミン）支局在籍中に撮影したとされる（後述）、ナパーム弾による爆撃から逃れる村人たちを捉えた「戦争の恐怖」と題された写真は全世界に配信され、有名になった。翌年の1973年にはピューリッツァー賞 ニュース速報写真部門及び世界報道写真大賞を受賞。この写真で撮影された少女のファン・ティー・キムフックはベトナム戦争後、反戦運動家として活動を始め国際的に知られるようになった。ウトとキムフックはこれ以来、交友関係を維持し続けている。
また、ウトはベトナム戦争中、3度負傷している。その後東京、韓国、ハノイで勤務した。

## 『ナパーム弾の少女』撮影者を巡る論争
『ナパーム弾の少女』を撮影したのはウトとされており、本人もそのことを主張しているが、客観的な証明ができないとして別のカメラマンによる撮影の可能性が指摘されており、撮影から半世紀以上が経過した2025年現在も論争が完全に決着しているわけではない。2025年1月には本作品の撮影者をウトではなく、別のベトナム人フリーカメラマンとするドキュメンタリー映画The Stringerが公開されているほか、世界報道写真財団は長年にわたってウトを撮影者と認めてきたが、2025年5月16日になってこの見解を保留とした。
こうした別人説に対してウト本人は批判を行っているほか、撮影当時所属していたAP通信も2025年5月に撮影者に関する報告書を公表し、ウトが撮影者であることを完全に証明することは不可能と認める一方、別人とする決定的な証拠もないとした。またピューリッツァー賞主催者はCNNの取材に対し、ウトに対する賞の授与に措置を講じる見込みはないと返答している。

## 備考
アメリカ国籍を取得している。既婚で、2人の子供を儲けている。